# 7580 Schwabhausen
7580 Schwabhausen eller 1990 TM7 är en asteroid i huvudbältet som upptäcktes den 13 oktober 1990 av de båda tyska astronomen Freimut Börngen och Lutz D. Schmadel vid Tautenburg-observatoriet. Den är uppkallad efter Schwabhausen-observatoriet.
Asteroiden har en diameter på ungefär 6 kilometer.